# Johannes Greferath
Johannes Greferath (* 18. August 1872 in Schelsen; † 21. Oktober 1946 in Köln) war ein deutscher Maler der Düsseldorfer Schule.

## Leben
Johannes Greferath war ursprünglich Lehrer und besuchte parallel zum Schuldienst die Kunstakademie Düsseldorf. Nach ersten Erfolgen beendete er die Tätigkeit als Lehrer und widmete sich voll der Malerei. Er zog vor dem Ersten Weltkrieg nach Winterscheid, verbrachte die Winter aber in Köln.
1920 verlieh ihm Darmstadt den Ernst-Ludwig-Preis. In Köln-Klettenberg ist eine Straße nach ihm benannt.

## Vorbilder
1922 hielt er sich ein halbes Jahr in Holland auf und sah eine Ausstellung von Rembrandt in Amsterdam, welche ihn zutiefst beeindruckte und sein Werk beeinflusste – dies weniger in der äußerlichen Gestaltung, sondern in der Art, wie Rembrandt die Farben einsetzte. In späteren Jahren schrieb Greferath selbst dazu: „Durch sie [die Farben] hindurch bricht ein unfassbarer Strom von gebanntem Schicksal, von Leben, von Seele, von Wesenszauberung.“

## Werk

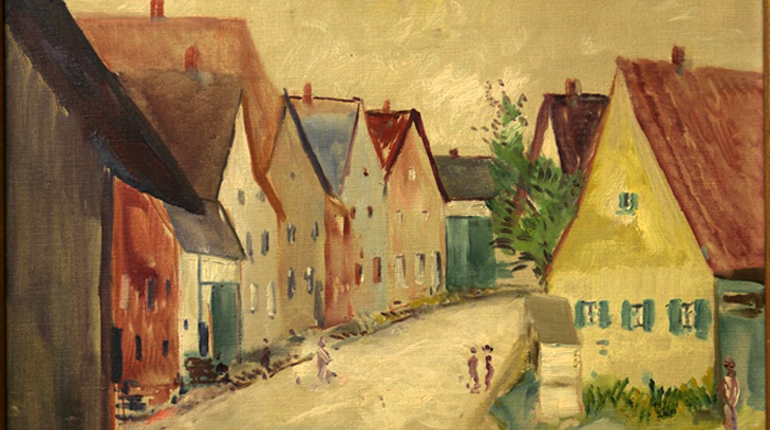
Dorfstraße in Schelsen (Bildausschnitt)

Auf Anraten seines Lehrers an der Kunstakademie, Gottfried Eckhardt, widmete er sich zunächst der Porträtmalerei. Künstlerische Befriedigung fand er bei dieser Arbeit jedoch nicht: „Man kann – als Porträtist – nie malen, was man will, sondern nur, was der Besteller für schön und gut hält.“ Dennoch schuf er auch in späteren Jahren noch eindrucksvolle Porträts, so 1923 das Porträt des Kölner Sammlers Josef Haubrich und 1933 das Porträt des Oberbürgermeisters von Köln, Konrad Adenauer.
Greferath malte unter dem Einfluss einer Gruppe von „Niederrheinmalern“ um Olof Jernberg vorwiegend Landschaften, außerdem Stillleben, aber auch religiöse Motive. Neue Impulse erhielt seine Landschaftsmalerei nach einer Reise durch Spanien 1923, auch wieder durch die Farben: „Mir erschien es, als ob dieses Land mit einem Rausch von Sonne und Farben über mich hinwegging.“ Aus dieser Zeit stammen temperamentvolle Ölbilder in satten Farben (beispielsweise Stierkampf, Spanierinnen, Spanische Küste) und auch Pastelle, wovon zwei vom Wallraf-Richartz-Museum aus der Sammlung Haubrich erworben wurden und heute dem Museum Ludwig angehören (Auffahrt zum Stierkampf, Im Park von Sevilla).
In der Zeit des Nationalsozialismus war Grefrath obligatorisch Mitglied der Reichskammer der bildenden Künste. Für diese Zeit ist seine Teilnahme an neun Gruppenausstellungen und 1940 eine Einzelausstellung in Köln mit Hans Jürgen Kallmann und Walter Albert Lindgens sicher belegt.
Den Nazis galten frühere Werke Greferaths wegen ihres expressiven Stils als „entartet“, und 1937 wurden im Rahmen der deutschlandweiten konzertierten Aktion „Entartete Kunst“ nachweislich aus der Städtische Gemäldegalerie Bochum, dem Hessisches Landesmuseum Darmstadt, den Kunstsammlungen der Stadt Düsseldorf, dem Museum Folkwang Essen, dem Kaiser-Wilhelm-Museum Krefeld, der Württembergische Staatsgalerie Stuttgart, der Städtische Gemäldegalerie Worms und der Ruhmeshalle Wuppertal-Barmen dreizehn Bilder Greferaths beschlagnahmt. Ein Teil wurde zerstört.

## 1937 als „entartet“ aus Museen und öffentlichen Sammlungen beschlagnahmte Werke

### Tafelbilder
- Landschaft
- Korso (Öl auf Leinwand, um 1926)[6]
- Spanischer Hafen
- Lüneburger Heide
- Rheinlandschaft
- Bauernhäuser am Weg mit Kindern (Öl auf Leinwand, 90,5 x 75 cm)[7]
- Inder
- Zwei Schwestern (Öl auf Leinwand, 100 x 84 cm)

### Aquarelle
- Hafen von Setubal
- Häuser am Douro
- Bei Haeloa
- Landschaft mit Häuschen
- Garten